# 飓风卡门
飓风卡门（英語：Hurricane Carmen）是1974年大西洋飓风季最强烈的热带气旋，源于8月末从非洲海岸涌现的一股热带扰动，是一场造成广泛破坏的风暴。扰动起初向西行进，于8月29日在小安的列斯群岛以东海域生成一股热带低气压。风暴途经加勒比海期间由于外部环境有利而开始迅速增强，达到四级飓风强度，然后在尤卡坦半岛登陆。虽然卡门吹袭的地区人烟稀少，但还是造成了严重的农作物损失，并导致多人死亡。风暴到达前，政府开设了多个避难中心，还有许多居民转移到了地势更高的地方。
进入墨西哥湾后，卡门转向北上并在逼近美国期间再度增强，起初对新奥尔良构成威胁，但却向西转向在路易斯安那州南部的沼泽地登陆，最终于9月10日在德克萨斯州东部上空消散。气象部门针对风暴发布了热带气旋警告和观察预警，约十万人离开家园寻求庇护。风暴造成的破坏小于预期，但制糖业还是蒙受了重大损失。整场飓风共造成沿途8人死亡，经济损失达到1.62亿美元（1974年美元，相当于2025年的10億美元）。其名称“卡门”（Carmen）也因此从北大西洋热带气旋命名名单上退役，永远都不会再在大西洋风暴命名时使用。

## 气象历史
飓风卡门的源起可以追溯到1974年8月中旬非洲上空的一片扰动天气。扰动起初带有少量对流并缓慢向西行进，进入大西洋热带辐合带后催生出一股东风波。到8月25日时，东风波已有所强化，规模也已增大，并最终分裂成两个部分，其中偏北面的一个合并成了有组织的风暴系统。这一风暴系统继续向西行进，于8月29日在瓜德罗普以东超过320公里外洋面发展成热带低气压。由于附近一个反气旋提供了有利于系统发展的外流，低气压也在朝小安的列斯群岛移动的过程中逐渐增强。8月30日，系统在波多黎各以南海域达到热带风暴强度，美国国家飓风中心因此将其命名为“卡门”（Carmen）。风暴起初朝伊斯帕尼奥拉岛接近，令其无法得到进一步强化，但到了8月31日却又已达到萨菲尔-辛普森飓风等级下的一级飓风强度。卡门经过牙买加以南海域后，其中还短暂出现了眼状特征。
9月1日，飓风开始在加勒比海的温暖海域上空爆发性增强，到协调世界时下午18点已达到四级飓风强度。卡門继续向西行进，于当晚从天鹅群岛以北洋面经过。9月2日清晨，卫星图像显示飓风中出现了双层风眼墙。随着风暴开始由西向北移动，其前进速度逐渐放缓并达到最大持续风速每小时240公里，中心气压928毫巴（百帕，27.4英寸汞柱）的最高强度。大气中的转向气流变得越来越弱，卡门的飘移速度也因此放缓。9月2日晚，飓风在尤卡坦半岛登陆，其北面没有直接袭击伯利兹市。风暴中心在金塔纳罗奥州切图马尔以北仅数英里外经过。
气旋向内陆飘移，于9月3日减弱成热带风暴。过了约一天后，卡门进入墨西哥湾并且几乎一度停止前进，然后转向北上，于9月5日再次增强到飓风标准。风暴继续增强并加速北上，逼近美国墨西哥湾沿岸地区，前进速度达到每小时19公里，并在9月7日凌晨0点达到三级强度，再次成为大型飓风。卡丽在路易斯安那州以南洋面达到第二波强度高峰，不过其风速虽与之前的最高强度相同，但气压却要略高。飓风在登陆前有所减弱并向西转向，最终袭击的是路易斯安那州中南部。卡丽登岸后迅速减弱，于9月9日晚退化成热带低气压。低气压向西行进，之后不久就在德克萨斯州东部上空消散。

## 防灾措施

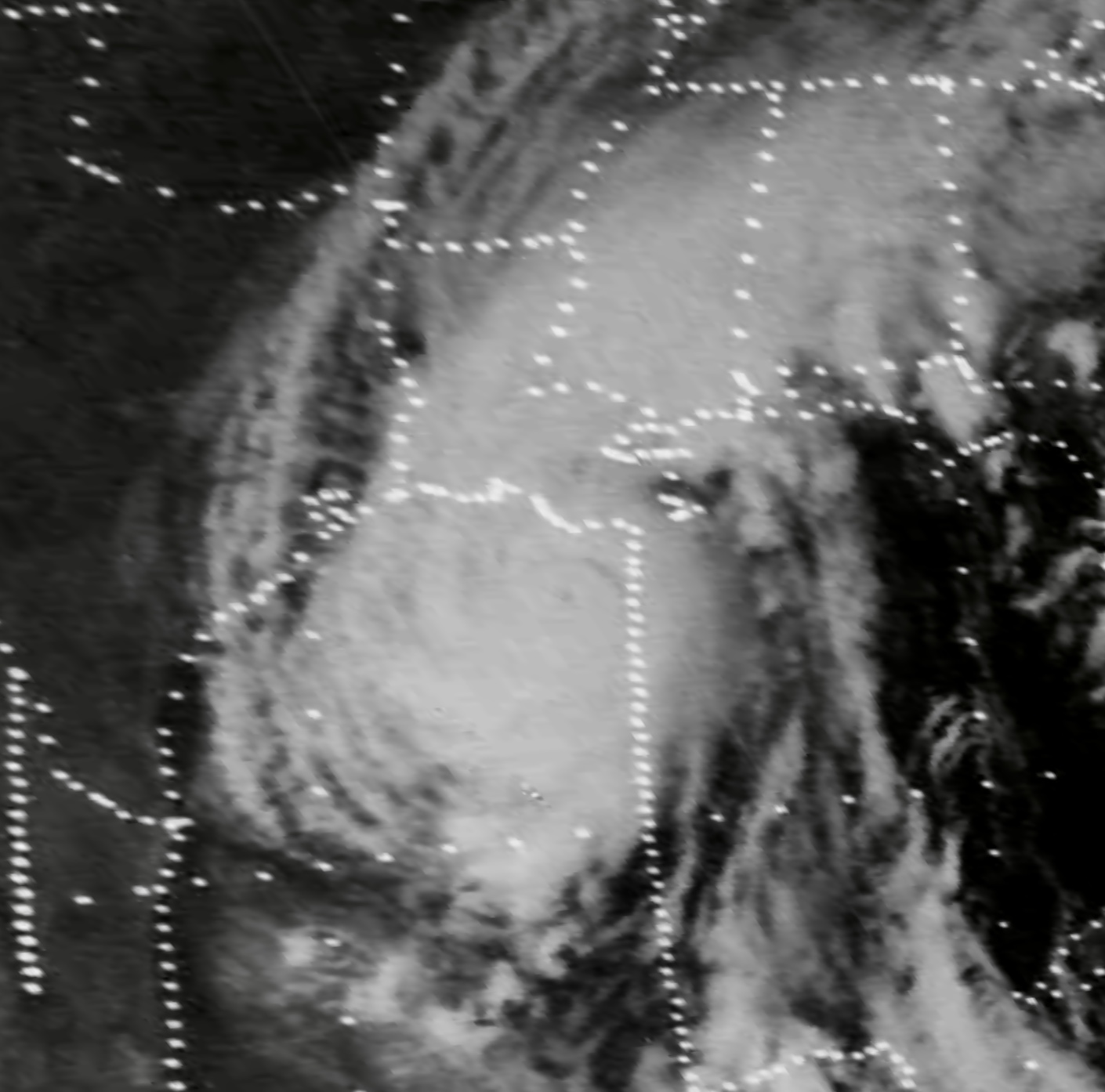
位于墨西哥湾，即将登陆路易斯安那州的飓风卡门。

根据美国媒体的报道，尤卡坦半岛起初面对这场逼近飓风的反应较为平静。墨西哥官方于9月2日发布紧急警报，但没有建议居民撤离，反倒是美国的气象专家敦促生活在沿海地区的居民立即采取行动转移到内陆。由于担心会出现重大生命和财产损失，红十字会开始在伯利兹针对即将到来的飓风做准备。次日，墨西哥陆军赶到5座城市设立紧急行动中心和避难所，还有移动通讯组和救援队做好在风暴过境后进行部署的准备。切图马尔市内及周边的多达近3.5万居民疏散到了地势更高的地方。
飓风起初对新奥尔良构成威胁，但在登陆前转向朝西，该市因此没有受到严重破坏。气象部门一度预测卡丽会突然向东转向朝佛罗里达州逼近，这与实际情况正好相反。如果气旋继续北上经过庞恰特雷恩湖上空，低洼地区可能遭受“灾难性”的洪水袭击。墨西哥湾沿岸有超过10万居民在飓风来袭前撤离，其中又以路易斯安那州和密西西比州为主，造成高速公路严重挤塞。据红十字会官员透露，整个新奥尔良地区有约6万人寻求庇护设施。
气象部门向海岸沿线发布了飓风警告，海岸巡防队人员在格兰德艾尔挨家挨户上门敦促居民撤离该地区，并且从这里一直到佛罗里达州西南部沿海的小型船只都收到建议留在海岸附近，避免在风大浪急的情况下出海。海上石油平台的工作人员予以撤离。密西西比州沿海地区的许多公民对五年前毁灭性的飓风卡米尔仍然记忆犹新，因此迅速离开了自己的家园。

## 影响
气旋还处于热带低气压和热带风暴阶段时给波多黎各和北部小安的列斯群岛带去了中等程度降水，卡耶伊的贾乔米奥托（Jajome Alto）降雨量最高，达到150毫米。风暴在波多黎各催生出一场龙卷风并引起山洪爆发，共计造成了超过200万美元（1974年美元，相当于2025年的1236萬美元）的损失。多个受影响岛屿的风速接近烈风强度。伊斯帕尼奥拉岛在风暴途经西部近海期间普降暴雨，牙买加有3人因卡门溺毙，该岛和古巴都经报道受到狂风暴雨的冲击。飓风途经期间还破坏了牙买加北岸的珊瑚礁。
风暴过后，其名称予以退役，永远不会再在北大西洋热带气旋命名时使用。不过由于1979年时命名机制出现调整，这个名字并没有由任何一个特定名称取代。

### 尤卡坦半岛

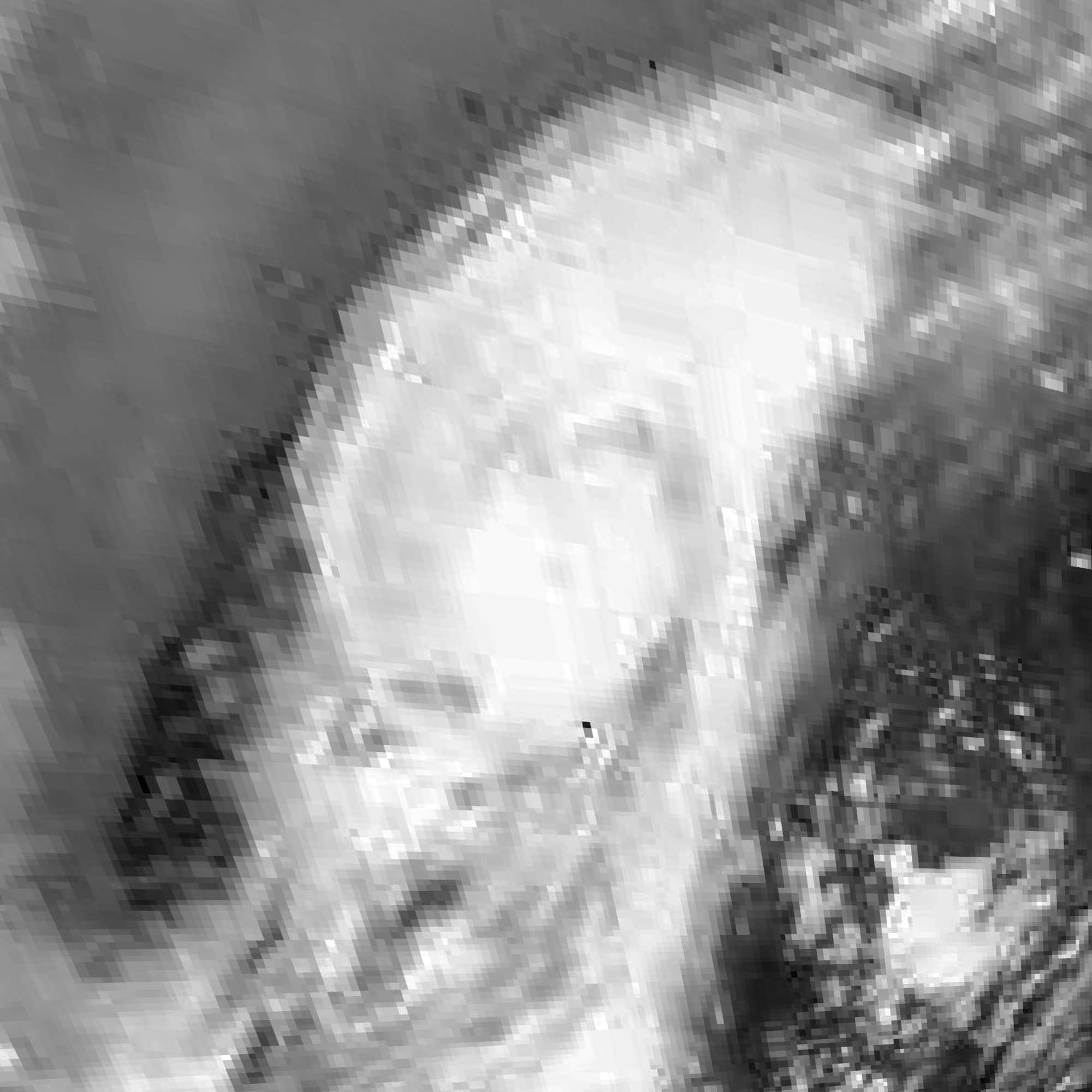
9月2日飓风卡门在登陆前不久的卫星图像。

虽然卡门登陆时属强劲的四级飓风，但由于直接吹袭地区人烟稀少，因此造成的损失远小于预期。但风暴产生的连场暴雨还是令大片区域的耕地被淹，水稻作物受损严重，捕鱼业也遭受了重大损失。飓风路途上那些受灾最严重地区的通讯也相应中断，早期的报道表明至少有5人受伤。几天后，墨西哥官方确认有三人直接因风暴丧生，切图马尔市“满目疮痍”，数以百计的居民流离失所。该市有超过5000人因这场风暴失去了自己的财产。当地官员估计仅切图马尔的经济损失就达到800万美元（1974年美元，相当于2025年的4943萬美元）。飓风卡门共计在尤卡坦半岛夺走了4条人命，造成的破坏价值1000万美元（1974年美元，相当于2025年的6178萬美元）。
卡门过境后，伯利兹有约2590平方公里区域与外界失去联系，对此政府担心出现了极其严重的灾情，并在风暴过后次日就从伯利兹市派出侦察特遣部队，对任何因风暴受困的居民提供协助。伯利兹近海有一人被卡门产生的涌浪冲下船后遇难，另外还有三位渔民因类似情况失踪。沿海地区数以千计的居民转移到内陆躲避风暴袭击，报道显示该国也遭受了严重的农作物损失。

### 美国
卡门沿途普遍降中雨，降雨量最大的区域在风暴中心以东的阿拉巴马州南部和佛罗里达州狭长地带北部，阿特莫尔降雨量达到最高的330毫米。阵风时速达到138公里，沿岸潮汐比正常水位高1.8米。路易斯安那州西北部上空的风速范围在每小时64到72公里之间，吹倒许多树木。新奥尔良阵风时速达到116公里，幸好造成的破坏不大。巴吞鲁日受到的影响仅限于少量树木倒塌和一些散落的瓦砾。
卡门登陸区域荒无人烟，造成的破坏远低於预期。不过墨西哥湾的潮汐洪水和近海河湖的洪灾严重，淡水洪灾相对较轻。风暴产生的洪水淹没了路易安那州96万3400公顷陆地，其中泰勒博恩堂区有30万零400公顷，普拉克明堂区有24万公顷。

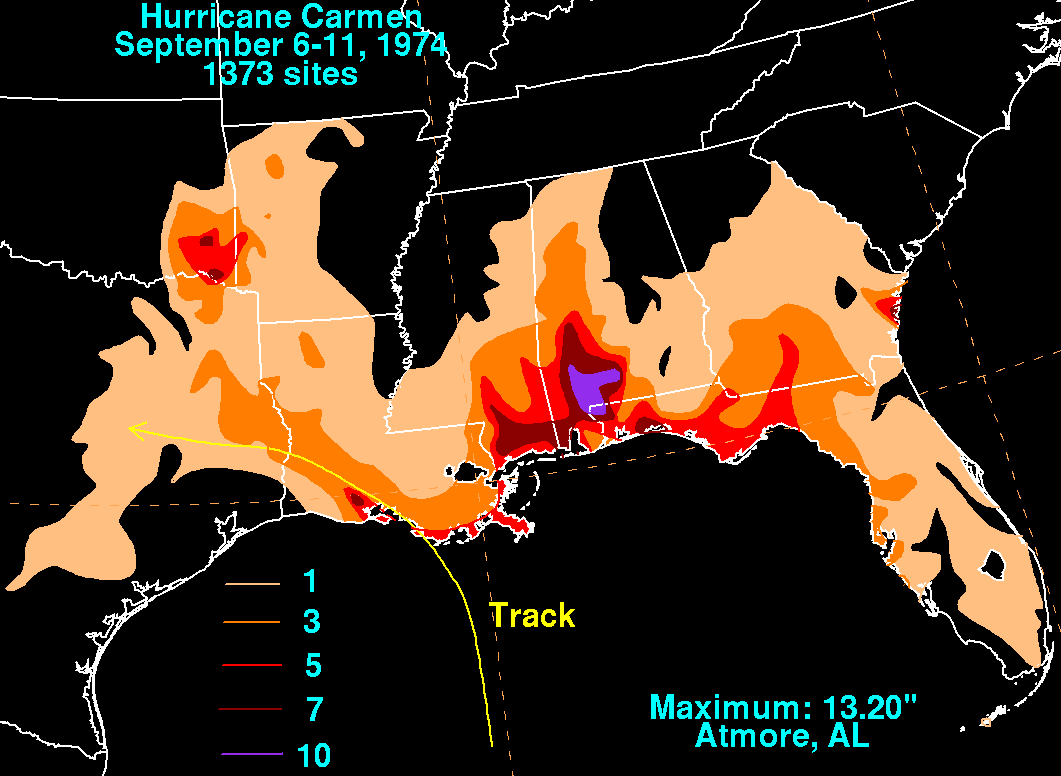
美国墨西哥湾沿岸地区的降雨量分布，黄色线条，标有“Track”字样的是风暴路径，左下部有图例，表明不同颜色部分的降雨量范围，右下部表明降雨量最高的是阿拉巴马州阿特莫尔，达13.2英寸（330毫米）。左上角标出飓风名称及持续时间（1974年9月6至11日），还标出了数据来源（1373处测量点）。

受这场风暴影响最严重的是路易斯安那州的糖类作物，估计有16个堂区的12.5万公顷甘蔗受到破坏，报道称其中20%被毁。当时的州长埃德温·爱德华兹（Edwin Edwards）在视察灾区后估计仅农作物损失就达到400万美元（1974年美元，相当于2025年的2471萬美元），另据之后的一项研究估计，这场飓风总计造成的农业损失约为7400万美元（1974年美元，相当于2025年的4.57億美元）。甘蔗作物是美国食糖供应链中至关重要的原料，这让损失变得更为严重，糖类期货也在风暴过后出现大幅上涨。其它受到破坏的农作物还包括大豆、水稻和棉花。
海岸沿线的潮汐对沿海沼泽及河流湖泊的盐度平衡产生影响。突然进入的海水烧毁了植物，鱼、虾、牡蛎也受到飓风卡门的生态影响。一些陆上野生动物因洪水淹死。路易斯安那州的多所公园受到洪水或强风的破坏。格兰德艾尔共计遭受了11.46万美元（1974年美元，相当于2025年的70.8萬美元）的损失。石油和天然气产业也受到影响，损失估计有2470万美元（1974年美元，相当于2025年的1.53億美元），其中大部分是因设备和海上设施损坏。多个地点因风暴来袭暂停原油开采24或48小时，石油产量因此减少了140万桶。有超过6万户电气合作社用户失去电力供应。
飓风还导致路易斯安那州两人丧生，其中一位是公用事业维修工人，他在试图修复受狂风破坏的供电线路时触电身亡，另一位则是在风暴引起的交通事故中丧生的司机。该州总计受到的财产损失约在1.5亿美元（1974年美元，相当于2025年的9.27億美元）左右。卡门还共计催生了四场龙卷风，其中一个在密西西比州的兰金县县城布兰登（Brandon）着陆，摧毁了一座谷仓，还造成了其它破坏。另一场龙卷风在路易斯安那州的卡普兰引起两人受伤。密西西比州受这场风暴的影响很小，主要局限在强降水过程中出现的轻微交通意外。风暴给大范围地区带去降雨，向东直至佛罗里达州和乔治亚州，向西直至俄克拉何马州和德克萨斯州都出现了小到中雨。